# Стрілків
Стрі́лків — село в Україні, у Стрийському районі Львівської області. Населення становить 1301 особа (2001). Орган місцевого самоврядування — Стрийська міська рада.

## Історія
У селі розташовувався колишній австрійський табір для військовополонених, де по завершенні польсько-української війни (1918—1919) утримувались українські військовополонені.

## Політика

### Парламентські вибори, 2019
На позачергових парламентських виборах 2019 року у селі функціонувала окрема виборча дільниця № 461501, розташована у приміщенні будинку культури.
Результати
- зареєстровано 969 виборців, явка 82,46 %, найбільше голосів віддано за «Слугу народу» — 22,28 %, за «Голос» — 21,03 %, за Європейську Солідарність — 18,52 %.[1] В одномандатному окрузі найбільше голосів отримав Андрій Кіт (самовисування) — 27,07 %, за Андрія Гергерта (Всеукраїнське об'єднання «Свобода») — 19,05 %, за Володимира Наконечного (Слуга народу) і Євгенія Гірника (самовисування) — по 12,53 %[2].

## Релігія
Парохом місцевого храму був Володимир Пилипець — український священник, військовик, громадський діяч. Хрест УГА, Лицарський Хрест Симона Петлюри, Хрест із мечами Союзу Українських Ветеранів; бойовий значок 6-ї Стрілецької Січової дивізії.
Проєкт нового храму в селі розробляв Олександер Пежанський — український архітектор і фотохудожник, живописець, вояк Української Галицької армії. Розроблений 1927 і доповнений 1929 року. До 1939 року будівництво не завершено і продовжено лише 1999 року за проєктом, допрацьованим А. Олійником.

## Пам'ятки
- Дерев'яна церква святого Миколая (1650 р.). Одна з небагатьох ґонтових церков Львівщини. Внесена до реєстру пам'яток архітектури національного значення за охоронним номером 520/1.
- Дзвіниця церкви Святого Миколи[d] (ХІХ ст.). Внесена до реєстру пам'яток архітектури національного значення за охоронним номером 520/2.

## Відомі люди
- Ян Юзеф Краус[pl] (1894–1940) — майор піхоти Війська Польського, кавалер ордену Virtuti Militari, жертва Катинського розстрілу.
- Яворів Григорій Петрович (1914—1942) — заступник коменданта Торунської залоги Карпатської Січі, обласний провідник ОУН Вінниччини та Полтавщини.
- Гладій Михайло Васильович (1952) — український політичний та державний діяч.
- Череватий Сергій Володимирович (1974) — український військовик, журналіст.
- Романчук Мар'ян (1993) — український співак, музикант.

## Фотографії

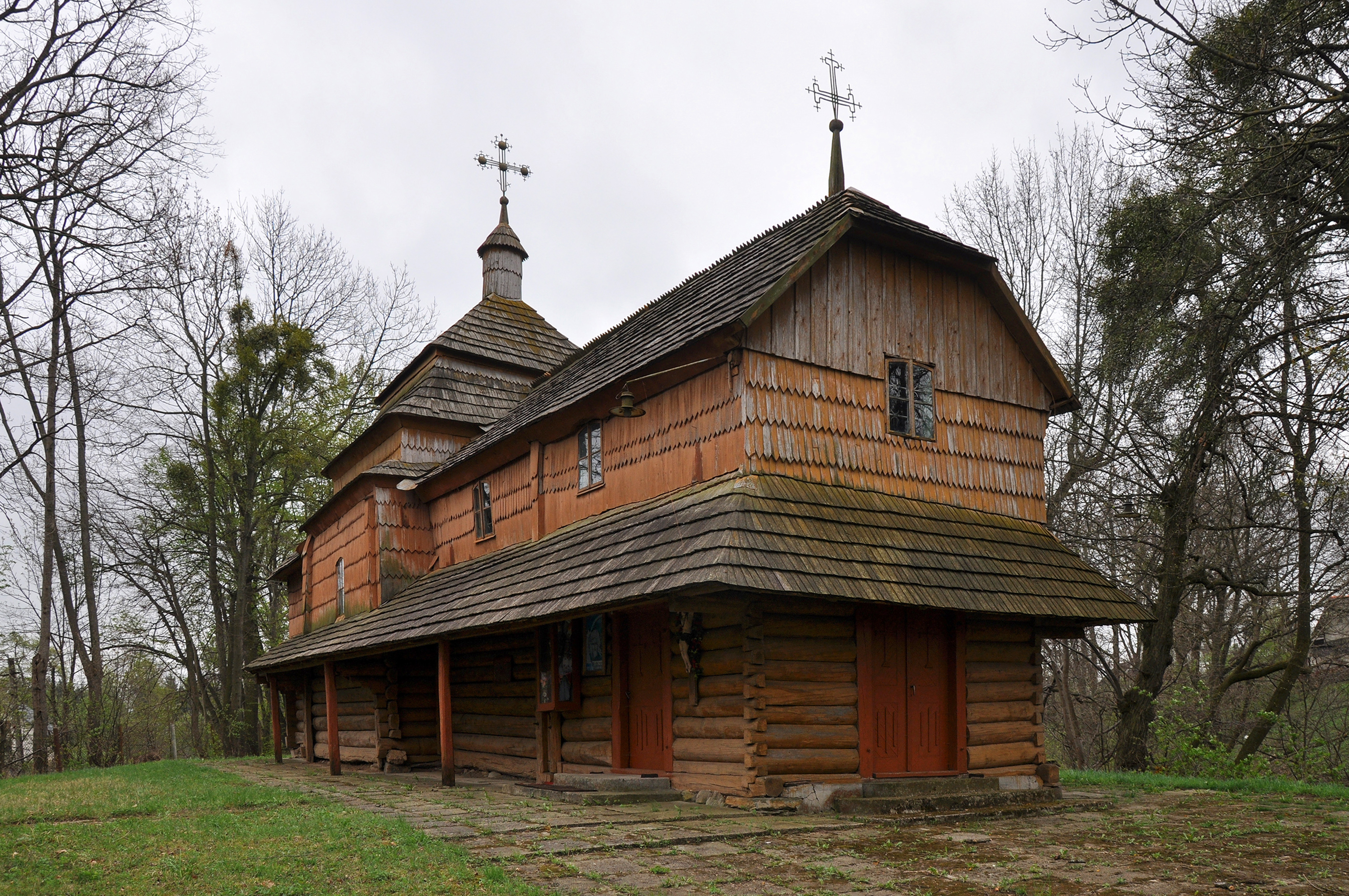
Дерев’яна церква святого Миколая
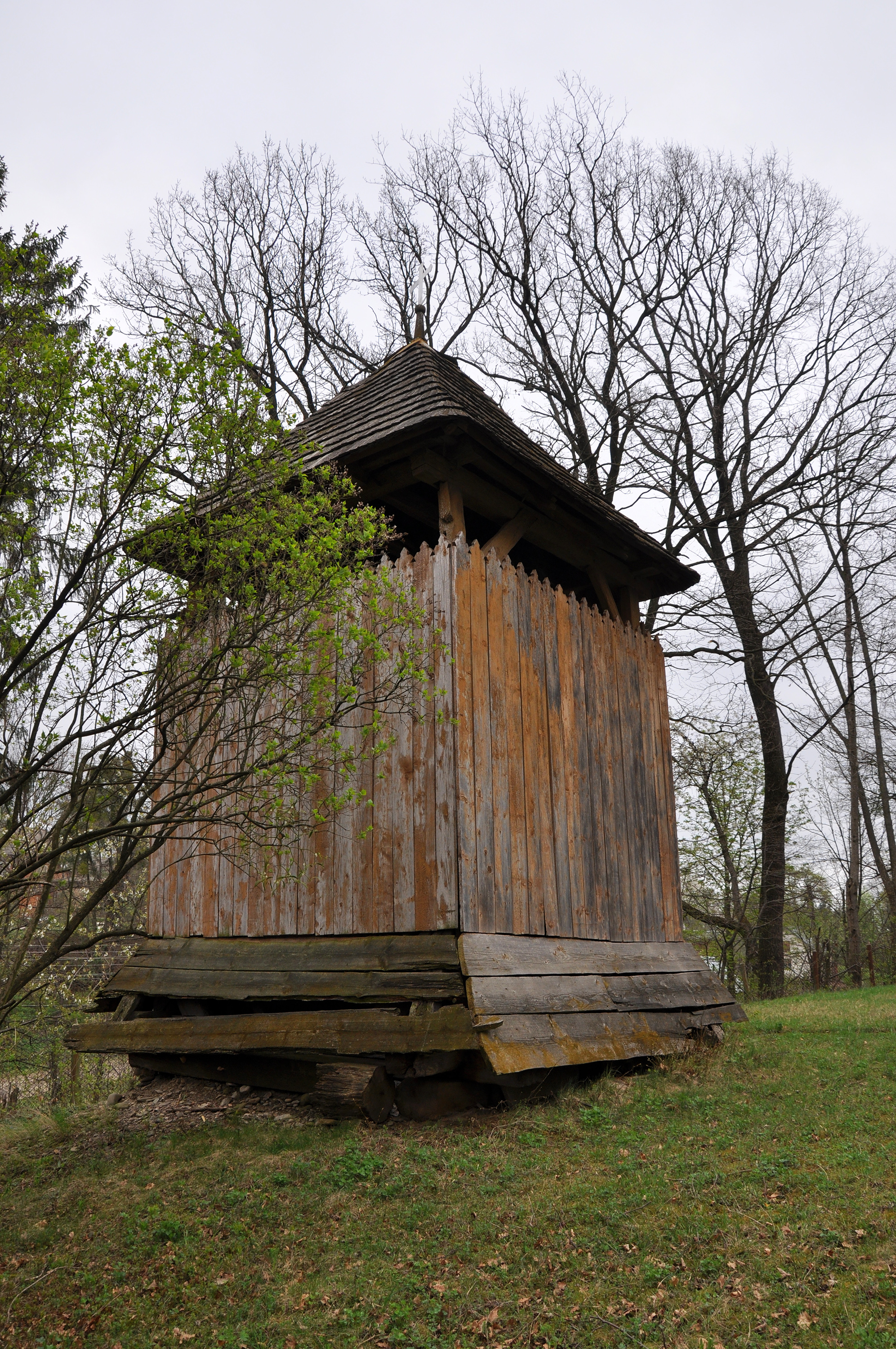
Дзвіниця церкви святого Миколая